# Tephrosia subnuda
Tephrosia subnuda är en ärtväxtart som beskrevs av Karel Domin. Tephrosia subnuda ingår i släktet Tephrosia och familjen ärtväxter. IUCN kategoriserar arten globalt som otillräckligt studerad. Inga underarter finns listade i Catalogue of Life.